# 弓削村 (京都府)
弓削村（ゆげむら）は、京都府北桑田郡にあった村。
現在の京都市右京区京北赤石町・京北井崎町・京北上中町・京北上弓削町・京北塩田町・京北室谷町・京北下中町・京北下弓削町・京北田貫町にあたる。

## 地理
- 山岳：掛橋谷山、鴨瀬芦谷山、ソトバ山
- 河川：弓削川

## 歴史
- 1889年（明治22年）4月1日 - 町村制の施行により、北桑田郡赤石村・井崎村・上中村・上弓削村・塩田村・室谷村・下中村・下弓削村・田貫村の区域をもって成立。
- 1955年（昭和30年）3月1日 - 周山町・宇津村・黒田村・細野村・山国村と新設合併して京北町が発足。同日弓削村廃止。

## 交通

### 道路
- 国道162号